# Международная конференция по бывшей Югославии
Международная конференция по бывшей Югославии — специальная международная структура, призванная заниматься урегулированием ситуации в Югославии с 1991 по 1994 год. Конференция собиралась и проводила свою работу в Гааге. Первоначально создавалась под эгидой Европейского сообщества, затем к ней присоединились ООН и другие международные организации.

## Посредничество Евросоюза в Бриони
В первой половине 1991 года Европейский союз, предвидя назревающий серьёзный вооружённый конфликт в Югославии из-за намерения Словении и Хорватии выйти из состава федерации, решил заняться его урегулированием. Руководство СФРЮ соглашается на посредническую роль ЕС. Весной 1991 года ЕС создает так называемую миссию «тройки», состоящую из представителей бывшей, текущей и будущей стран−председательствующих в ЕС (на тот момент Нидерланды, Италия и Люксембург). «Тройка» проводила переговоры и консультации с членами Президиума СФРЮ, Председателем Правительства и представителями республик Югославии. В результате мирных переговоров и политического давления ЕС добилось от противоборствующих сторон (Союзное правительство Югославии и представители Словении и Хорватии) подписания 7 июля 1991 года Брионского соглашения, предусматривающего трёхмесячный мораторий на провозглашение независимости республик и разблокирование военных баз Югославской народной армии в Словении, также создавалась миссия наблюдателей для мониторинга кризисной ситуации. 
Таким образом удалось завершить только войну в Словении, при этом  конфликт в Хорватии к середине 1991 года начал стремительно разрастаться, что в свою очередь представляло опасность для европейской безопасности и вызывало обеспокоенность у Европейского сообщества.

## Формирование конференции
В конце лета 1991 года институт «тройки» был заменён на специальную международную структуру для урегулирования кризиса — Конференцию Европейского сообщества по Югославии (с августа 1992 года — Международная конференция по бывшей Югославии (МКБЮ)). В рамках МКБЮ объединялись усилия ООН, ЕС, СБСЕ и Организации исламская конференция. Сопредседателями МКБЮ являлись представитель Генерального секретаря ООН (Сайрус Вэнс) и представитель страны — председательствующей в ЕС (Великобритания делегировала Лорда Питера Карингтона).
Конференция начала свою работу 7 сентября 1991 года. Первоначально в её задачи входила подготовка рекомендаций о конституционном устройстве будущей Югославии с целью её сохранения. Однако в октябре 1991 года после одностороннего провозглашения независимости Словенией и Хорватией, а также принятия 15 октября 1991 года Скупщиной БиГ Меморандума о суверенной Боснии и Герцеговине, Конференция переориентировала свою деятельность на выработку рекомендаций для признания новых государств, отделившихся от Югославии. Сохранение югославской федерации уже больше не являлось основной задачей для Европейского сообщества.

### Арбитражная комиссия
Для разрешения спорных юридических вопросов в связи с начавшимся распадом Югославии Европейским сообществом ещё 27 августа 1991 года была сформирована специальная Арбитражная комиссия (Комиссия Бадинтэра), состоящая из профессиональных юристов, которые должны были дать Мирной конференции консультативные заключения по всем возникающим проблемным ситуациям по поводу правопреемства государств, самоопределения народов, межгосударственных границ и иным вопросам конституционного и международного права.
В период с конца 1991 года до середины 1993 года Арбитражная комиссия вынесла 15 заключений по основным правовым вопросам, связанным с распадом Югославии. В своих заключениях Комиссия, отвечая на вопросы Лорда Карингтона, констатирует прекращение существования СФРЮ как единого государства и заявляет о возможности признания независимости республик, которые этого пожелают. Для сербов в Хорватии предусматривался особый автономный статус национального меньшинства.
С планом мирного разъединения Карингтона согласились представители Словении, Хорватии, Боснии и Герцеговины, Македонии и Черногории. Слободан Милошевич первоначально соглашался признать независимость Словении и Хорватии, однако стремился сохранить единство остальных республик в составе СФРЮ, поэтому представители Сербии отказались подписывать план. В ответ 7-8 ноября 1991 года страны ЕС приняли решение о введении экономических санкций против Югославии (30 мая 1992 года против Югославии были введены новые санкции — резолюция Совета Безопасности ООН № 757).
17 декабря 1991 года в Брюсселе был принят документ, в котором утверждались условия признания новых государств в Восточной Европе и на пространстве бывшего СССР. Среди них преобладают обязательства по соблюдению основных прав и свобод, существующих в демократических обществах, гарантии прав национальных меньшинств, требования о мирном разрешении споров и ряд других. ЕС предложило всем республикам подать заявки о своем признании. Хорватия, Словения, Македония и Босния и Герцеговина сделали это. Сербия и Черногория отказались подавать заявки, так как считали себя преемницами Югославии. Вместе с тем мировое сообщество не признало за ними правопреемства и место Югославии в ООН осталось пустым.

### Планы мирного урегулирования в Боснии
ЕС признал независимость Боснии и Герцеговины 6 апреля 1992 года, США — 7 апреля. Этим они рассчитывали предотвратить распад Боснии и Герцеговины, но события развивались по иному сценарию. В марте 1992 года в стране начались активные боевые действия. Поэтому многие исследователи считают, что международно-правовое признание в 1992 году Боснии и Герцеговины являлось преждевременным, поскольку республика в тот момент не отвечала критерию эффективного государства и не контролировала большую часть своей территории.
В рамках МКБЮ за период с 1992—1994 годы было разработано несколько планов мирного урегулирования Боснийского конфликта. Основными являются:
- План Карингтона — Кутилейру (также Лиссабонское соглашение, назван по имени португальского дипломата  Жозе Кутилейру) — февраль-апрель 1992 года; предполагал создание конфедерации, разделенной на национальные кантоны[24]. Был отвергнут боснийцами-мусульманами[25].
- План Вэнса — Оуэна (Дэвид Оуэн заменил Питера Карингтона на посту сопредседателя МКБЮ от ЕС) — январь 1993 года; согласно плану Босния и Герцеговина делилась на 10 национальных кантонов. Столица Сараево демилитаризировалась. Отвергнут сербской стороной[26].
- План Оуэна — Столтенберга (Торвальд Столтенберг заменил Сайруса Вэнсана посту сопредседателя МКБЮ от ООН) — июль−сентябрь 1993 года; план предполагал создание особого государственного образования, в основе которого лежала бы уния трех республик. Данный план не устраивал боснийцев-мусульман[27].

2 февраля 1994 года деятельность Международной конференции по бывшей Югославии была прекращена ввиду имевшихся разногласий Европейского сообщества с США по поводу применения различных подходов к разрешению югославского кризиса. США стремились разрешить проблему при помощи радикальных методов с использованием вооруженной силы и принуждением сторон конфликта к миру, в свою очередь Европейское сообщество делало основной упор на дипломатические средства урегулирования конфликта. Фактически после прекращения деятельности МКБЮ её функции перешли Контактной группе.
Ввиду того, что на этапе переговорного процесса ни один из предложенных планов не был принят противоборствующими сторонами, мирного урегулирования конфликта в Боснии и Герцеговине удалось достичь только после серии вооружённых вмешательств сил НАТО и подписанием в 1995 году Дейтонских соглашений.